# Suecia en los Juegos Olímpicos de Barcelona 1992
Suecia estuvo representada en los Juegos Olímpicos de Barcelona 1992 por un total de 187 deportistas que compitieron en 22 deportes.  
El portador de la bandera en la ceremonia de apertura fue el tenista Stefan Edberg.

## Medallistas
El equipo olímpico sueco obtuvo las siguientes medallas:
| Nombre                                                        | Deporte            | Competición       |
| ------------------------------------------------------------- | ------------------ | ----------------- |
| Oro                                                           |                    |                   |
| Jan-Ove Waldner                                               | Tenis de mesa      | Individual M      |
| Plata                                                         |                    |                   |
| Patrik Sjöberg                                                | Atletismo          | Salto de altura M |
| Equipo                                                        | Balonmano          | Torneo M          |
| Tomas Johansson                                               | Lucha grecorromana | 130 kg M          |
| Anders Holmertz                                               | Natación           | 200 m libre M     |
| Christer Wallin Anders Holmertz Tommy Werner Lars Frölander   | Natación           | 4 × 200 m libre M |
| Gunnar Olsson Karl-Axel Sundqvist                             | Piragüismo         | K2 1000 m M       |
| Agneta Andersson Susanne Gunnarsson                           | Piragüismo         | K2 500 m F        |
| Bronce                                                        |                    |                   |
| Torbjörn Kornbakk                                             | Lucha grecorromana | 74 kg M           |
| Anders Holmertz                                               | Natación           | 400 m libre M     |
| Agneta Andersson Maria Haglund Anna Olsson Susanne Rosenqvist | Piragüismo         | K4 500 m F        |
| Ragnar Skanåker                                               | Tiro               | Pistola 50 m M    |